# Stroombank
De Stroombank is een zandbank in de zuidelijke Noordzee, op een tweetal kilometer voor de kust van Oostende. De zandbank is (deels) een relict van het historische eiland Testerep. De Stroombank loopt, een kleine hoek makend met de kust, vanaf Westende tot in Klemskerke, waar ze in het strand overgaat. In totaal is de bank zo'n 20 km lang en ongeveer 1 km breed. De Stroombank beschermde de stad Oostende doorheen de eeuwen tegen stormvloeden, maar blokkeerde tegelijk ook een vrije toegang tot de haven. Op het ondiepste punt ligt de Stroombank immers slechts twee meter onder laagwaterniveau. Bovendien zorgde de zandbank ervoor dat de Oostendse haven voortdurend aan dichtslibbing onderhevig was. In een poging om dit tegen te gaan werden midden 19e eeuw verschillende spuikommen gegraven, evenwel met beperkt succes. Aan het eind van de 19e eeuw werd een nieuw plan uitgevoerd: een havengeul werd dwars door de Stroombank heen gebaggerd ('Rechtstreekse Kil') en een zeer ondiepe geul ter hoogte van Klemskerke werd verder uitgediept ('Oostpas'), zodat de Stroombank van het strand loskwam. Op die manier zorgden getijstromen langsheen de kust er voor dat het zand zich niet meer kon ophopen in de Oostendse haven.